# لیگ بالکان

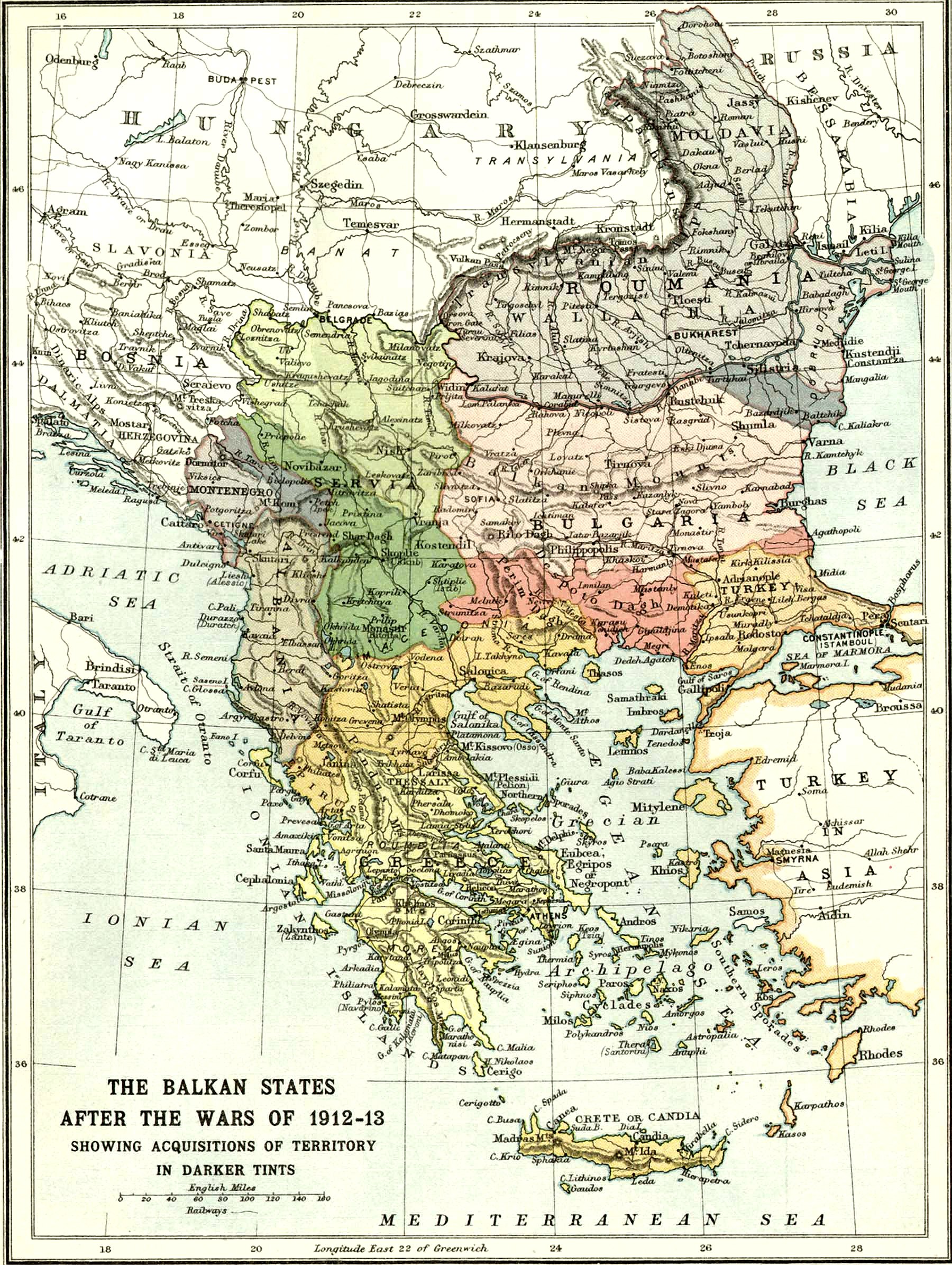
نقشه‌ای که مرزهای کشورهای بالکان را قبل و بعد از هر دو جنگ بالکان نشان می‌دهد.

اتحادیه بالکان [a] اتحاد چهار جانبه‌ای بود که با مجموعه‌ای از معاهدات دو جانبه در سال ۱۹۱۲ بین پادشاهی‌های پیرو ارتدکس شرقی در یونان، بلغارستان، صربستان و مونته‌نگرو منعقد شد و آن‌ها را علیه امپراتوری عثمانی، که در آن زمان هنوز بیشتر مناطق جنوب‌شرقی اروپا را کنترل کرد، متحد کرد.
بالکان از اوایل دههٔ ۱۹۰۰ دچار آشفتگی شده بود، سال‌ها جنگ چریکی در مقدونیه و به دنبال آن انقلاب جوانان ترک و بحران طولانی بوسنی آشوب بزرگی در آنجا برپا کرده‌بود. بروز جنگ ایتالیا و عثمانی در سال ۱۹۱۱ باعث ضعف بیشتر عثمانی‌ها و جسارت کشورهای بالکان شده بود. دو کشور صربستان و بلغارستان تحت نفوذ روسیه اختلافات خود را حل کردند و اتحادی را امضا کردند که در ابتدا علیه اتریش-مجارستان در ۱۳ مارس ۱۹۱۲ انجام شد، اما با افزودن یک فصل مخفی به آن، اساساً اتحاد علیه امپراتوری عثمانی را آغاز کردند. صربستان سپس اتحادیه‌ای مشترک با مونته‌نگرو ایجاد کرد، در حالی که بلغارستان همین کار را با یونان انجام داد. این لیگ در اولین جنگ بالکان که در اکتبر ۱۹۱۲ آغاز شد، پیروز شد؛ جایی که با موفقیت کنترل تقریباً تمام قلمروهای عثمانی در اروپا را به دست گرفتند. به دنبال این پیروزی، اختلافات قبلی حل نشده بین متحدان در مورد تقسیم غنایم، به ویژه اختلاف بر سر تقسیم مقدونیه، دوباره مطرح شدند و این منجر به تجزیه و انهدام لیگ شد و اندکی بعد، در ۱۶ ژوئن ۱۹۱۳، بلغارستان به متحدان قبلی خود حمله کرد و جنگ دوم بالکان شروع شد.